# 물리계

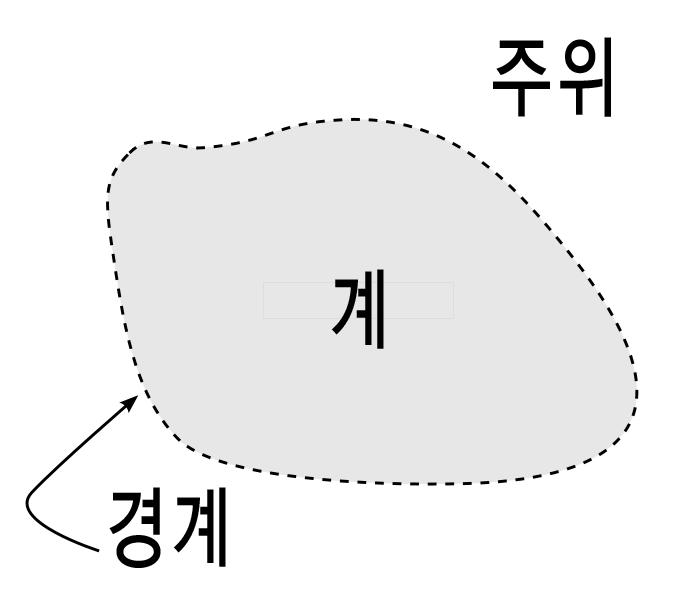
닫힌 계와 그 경계의 개요

물리계(物理系, physical system) 또는 계(系, system)는 구성 요소들을 체계적으로 통일한 조직을 일컫는다. 즉, 일정한 구성 요소들을 포함하고 있고 그 구성 요소들 사이의 관계가 분명히 정의되어 있어야 한다. 계의 정의는 이론에 따라 크게 달라진다.
계는 우주의 모든 부분에 대한 구체적인 부분은 무시하고 작은 한 부분에 관심을 집중하여 그것의 상호 작용 모형을 구성하기 위한 개념이다.

## 정의
유효한 계는 다음과 같이 정의된다.
- 하나의 물체 또는 입자일 수 있다.
- 물체나 입자들의 집합일 수 있다.
- 공간의 일부 영역일 수 있다.(예: 4행정 기관 실린더의 내부)
- 크기와 모양이 변할 수 있다.

이와 같은 정의에 따라 계는 경계를 가지며 이에 따라 계 내부와 그를 둘러싼 환경으로 구분된다.

## 열역학의 계
열역학에서 계는 관심의 대상이 되는 우주의 한 부분을 말한다. 계를 제외한 나머지 우주를 주위라 부른다. 계는 일정량의 물질과 공간을 포함해야 하며, 계의 상태를 기술할 수 있는 몇 가지 변수(예를 들면, 온도, 부피, 엔트로피)를 포함해야 한다. 크게 고립계, 닫힌계, 열린계 세 가지로 분류된다.
- 고립계: 주위와 물질 및 에너지 교환이 불가능한 계.
- 닫힌계: 주위와 에너지는 교환할 수 있으나 물질은 교환할 수 없는 계.
- 열린계: 주위와 물질 및 에너지를 교환할 수 있는 계.

고립계는 주위와 에너지 교환이 불가능하므로 필연적으로 열적 평형에 이르게 된다. 열적 평형에 도달할 때 엔트로피는 최대가 된다. 따라서 고립계의 엔트로피는 비가역적으로 증가한다. 이를 열역학 제2법칙이라고 한다. 반면, 주위와 에너지와 물질을 교환할 수 있는 비고립계는 조건에 따라 엔트로피가 감소할 수도 있다.

## 에너지의 변환과 전달
고립계에서는 에너지와 물질을 주위와 교환하지 않으므로 에너지가 더해지거나 줄어들 이유가 없다. 한편 비고립계에서는 에너지가 계의 경계를 넘을 수 있기 때문에 결과적으로 계의 전체 에너지가 변화한다. 이 경우 계와 주위의 상호작용은 에너지를 변환의 원인이 된다. 예를 들어 전등에 불을 켜면 전기 에너지는 전자기복사를 통해 빛과 열로 변환되어 계의 밖으로 전달된다. 이러한 에너지의 변환과 전달 과정에서 변환 전의 총 에너지 량과 변환 후의 총 에너지 량은 여전히 일정하게 유지되는데, 이를 에너지 보존 법칙이라고 한다.
한편 비고립계의 단위 시간당 에너지 변화는 단위 시간당 일의 양과 같은 의미가 된다. 이를 일률이라고 한다.

## 양자역학의 계
양자역학에서 '계'는 상태함수로 표현되는 우주의 한 부분을 말한다. 이 상태함수는 이 계에 대해 양자역학적인 모든 정보를 담고 있으며, 상태함수를 안다면 계에 대해서도 완벽히 알게 된다는 것이 양자역학의 기본 원리 중 하나이다. 비상대론적 양자역학에서, 슈뢰딩거 방정식은 시간에 따라 계의 상태함수가 어떻게 변하는지를 묘사하는 방정식이다.

## 같이 보기
- 위상 공간 (물리학)
- 시스템 공학
- 시스템 과학